# پورنوآپاتی
پورنوآپاتی (به مجاری:  Pornóapáti) یک شهرداری در مجارستان است که در واش واقع شده‌است. پورنوآپاتی ۱۵٫۱۴ کیلومتر مربع مساحت و ۳۹۲ نفر جمعیت دارد.